# 백기태
백기태(1979년 4월 5일 ~ )은 대한민국의 전직 축구 선수 출신 축구 지도자로 현재 대한민국 U-17 축구 국가대표팀의 사령탑 겸 대한축구협회 대회분과위원을 맡고 있으며 유소년 시절, 프로 선수, 지도자 등의 모든 커리어를 포항에서 보냈다.

## 선수 시절
1979년 4월 5일 경상북도 포항시 북구 기계면 봉계리에서 태어나 포항제철초등학교, 포항제철중학교, 포항제철고등학교 등을 거쳐 고향팀인 포항 스틸러스에 입단했으나 22살의 비교적 이른 나이에 현역 은퇴를 선언했다.

## 지도자 경력

### 유스팀
2001년 포항제철초등학교 코치를 시작으로 2012년까지 포항제철중학교, 포항제철고등학교 등 자신의 모교이자 포항 스틸러스의 유스팀의 코치를 두루 역임했고 그 후 2012년부터 2021년까지 포항제철초등학교와 포항제철고등학교의 감독을 역임하며 유소년 대회에서 수많은 우승 트로피를 선물한 것은 물론 각종 대회의 지도자상을 휩쓸기도 했다.
그 후 2022년 포항제철고의 감독직을 황지수 포항 스틸러스 코치에게 넘긴 뒤 포항의 유스 디렉터로 활동했고 같은 해 11월 7일에는 대한축구협회 P급 지도자 강습회 수강생으로 선발되었다.

### 대한민국 U-17 대표팀
2023년 12월 25일 대한민국 U-17 대표팀 사령탑으로 전격 부임한 뒤 이듬해 10월 21일 부탄과의 2025년 AFC U-17 아시안컵 예선 C조 1차전을 통해 처음으로 국제 대회 무대에 나선 이후 4경기 3승 1무·C조 1위로 통산 15번째 AFC U-17 아시안컵 본선 진출을 이끌었다.
그리고 2025년 AFC U-17 아시안컵 본선 첫 경기에서 인도네시아에 0-1 충격패를 당하며 대회를 불안하게 출발했지만 이후 아프가니스탄에 6-0, 예멘에 1-0 승리를 거두며 2승 1패·C조 2위로 통산 8번째이자 3회 연속 FIFA U-17 월드컵 본선 진출을 이끌었다.

## 여담
전북 현대 모터스에서 11년간 활약하며 K리그1 5연패 달성 및 통산 9번의 리그 우승, 2016년 AFC 챔피언스리그 우승, 2020년 FA컵 우승 등을 이끈 이동국 현 중앙대학교 사범대학 부속고등학교 코치와는 포항제철초등학교, 포항제철중학교, 포항제철고등학교 동창생이자 절친으로 잘 알려져 있다.
그리고 현재 K리그1 강원 FC 육성군 코치이자 대한민국의 사상 첫 원정 월드컵 16강 진출의 주역 중 하나인 오범석, 2014년 아시안 게임 금메달리스트 김승대, 2022년 아시안 게임 금메달리스트 고영준, 2019년 FIFA U-17 월드컵 8강의 주역 홍윤상, 2018년 아시안 게임 금메달리스트이자 잉글랜드 프리미어리그 울버햄프턴 원더러스의 에이스 황희찬 그리고 인천 유나이티드의 사상 첫 아시아 챔피언스리그 본선 진출과 8년만의 FA컵 4강 진출 등에 기여한 이명주 등을 지도하기도 했다.

## 수상

### 지도자
포항제철초등학교
- 2012년 : 전국초등축구리그 경북권역 우승 / 화랑대기 전국유소년축구대회 고학년부 우승 / 칠십리배 춘계유소년연맹전 저학년부, 고학년부 우승 / 다논 네이션스컵 우승
- 2013년 : 전국초등축구리그 경북권역 우승 / 금석배 전국초등학교축구대회 저학년부 우승 / 화랑대기 전국유소년축구대회 고학년부 우승
- 2014년 : 전국초등축구리그 경북권역 우승 / 전국초등축구리그 왕중왕전 우승 / 금석배 전국초등학교축구대회 고학년부 우승 / 화랑대기 전국유소년축구대회 C그룹 우승
000000카타르 아스파이얼 국제대회 우승 / 슈퍼모크컵 우승
- 2015년 : 금석배 전국초등학교축구대회 우승 /전국소년체육대회 우승 / 화랑대기 전국유소년축구대회 A그룹 우승
- 2016년 : 화랑대기 전국유소년축구대회 우승

포항제철고등학교
- 2017년 : K리그 U-18 챔피언십 우승
- 2018년: 대교눈높이 후반기 전국 고등 축구리그 왕중왕전 우승
- 2019년: 제50회 전국고등학교축구대회 우승 / 2019년 K리그주니어 전반기 B조 우승
- 2020년: K리그 U-18 챔피언십 우승 / 제51회 전국고등학교축구대회 우승 / 2020년 전국고등축구리그 왕중왕전 겸 제75회 전국고교선수권대회 우승
- 2021년: K리그 주니어 A후반기 상위스플릿리그 우승

### 개인 수상
- 2010년 제18회 백록기 전국고교축구대회 지도자상(코치)
- 2011년 SBS 고교클럽 챌린지리그 우수지도자상
- 2012년 화랑대기 전국 초등학교 축구대회 지도자상
- 2013년 화랑대기 전국 초등학교 축구대회 지도자상
- 2014년 금석배 전국초등학교축구대회 최우수지도자상
- 2014년 화랑대기 전국 초등학교 축구대회 지도자상
- 2014년 전국초등축구리그 왕중왕전 감독상
- 2014년 대한축구협회 시상식 최우수지도자상(초등부)
- 2014년 차범근 축구상 지도자상
- 2015년 금석배 전국초등학교축구대회 최우수지도자상
- 2015년 화랑대기 전국 초등학교 축구대회 지도자상
- 2016년 화랑대기 전국 초등학교 축구대회 지도자상
- 2017년 K리그 U-18 챔피언십 최우수지도자상
- 2018년 대교눈높이 후반기 전국 고등 축구리그 왕중왕전 최우수지도자상
- 2019년 제50회 전국고등학교 축구대회 최우수지도자상
- 2019년 K리그 주니어 전반기 B조 최우수감독상
- 2020년 K리그 U-18 챔피언십 최우수지도자상
- 2020년 제51회 전국고등학교 축구대회 최우수지도자상
- 2020년 전국고등학교 축구리그 왕중왕전 & 제75회 전국 고교축구 선수권대회 최우수지도자상
- 2020년 KFA 올해의 지도자상